# Peciliídeos
Peciliídeos (Poeciliidae) é uma família de peixes actinopterígeos pertencentes à ordem Cyprinodontiformes.

## Géneros
Alfaro
Aplocheilichthys
Belonesox
Brachyrhaphis
Carlhubbsia
Cnesterodon
Fluviphylax
Gambusia
Girardinus
Heterandria
Heterophallus
Hylopanchax
Hypsopanchax
Lacustricola
Lamprichthys
Limia
Micropanchax
Micropoecilia
Neoheterandria
Pamphorichthys
Pantanodon
Phallichthys
Phalloceros
Phalloptychus
Phallotorynus
Plataplochilus
Poecilia
Poeciliopsis
Poropanchax
Priapella
Priapichthys
Procatopus
Pseudopoecilia
Quintana
Scolichthys
Tomeurus
Xenodexia
Xenophallus
Xiphophorus